# M. W. Craven
M. W. Craven (Mike W. Craven, geb. 1968 in Carlisle, England) ist ein britischer Krimiautor. Bekannt ist er vor allem für seine preisgekrönte Reihe um den Ermittler DS Washington Poe und die Fallanalytikerin Tilly Bradshaw. Seine Romane zeichnen sich durch düstere Atmosphäre, komplexe Figuren und schwarzen Humor aus.

## Leben
Craven wurde in Carlisle geboren und wuchs in Newcastle auf. Mit 16 Jahren trat er in die britische Armee ein, wo er zum Waffenmeister ausgebildet wurde.  1995 verließ er die Armee und studierte Sozialpädagogik mit Schwerpunkt Kriminologie, Psychologie und Drogenmissbrauch. Anschließend war er über 16 Jahre als Bewährungshelfer in Cumbria tätig und stieg dort zum stellvertretenden Leiter auf. Danach widmete er sich ganz dem Schreiben von Kriminalromanen.
Craven lebt mit seiner Frau Joanne in Carlisle.

## Auszeichnungen
M. W. Craven wurde mehrfach ausgezeichnet, u. a. von der Crime Writers’ Association (CWA).
- 2013 Shortlist des CWA Debut Dagger für „Born in a Burial Gown“
- 2019 Gewinner des CWA Gold Dagger für „The Puppet Show“
- 2020 Longlist des CWA Gold Dagger für „Black Summer“
- 2021 Longlist des CWA Gold Dagger für „The Curator“
- 2022 Gewinner des CWA Ian Fleming Steel Dagger für „Dead Ground“
- 2023 Shortlist des CWA Ian Fleming Steel Dagger für „The Botanist“
- 2023 Gewinner des Theakston Old Peculier Crime Novel of the Year Award für „The Botanist“
- 2025 Gewinner des Capital Crime Fingerprint Award für den Overall Crime Novel of the Year

## Romane

### Reihe DI Avison Fluke
(-) Kurzgeschichte: Assume Nothing, Believe Nobody, Challenge Everything (2015)
1. Born in a Burial Gown (2015)
2. Body Breaker (2017)

### Reihe Washington Poe
Die Romane sind nach Erscheinungsdatum der englischen Originalfassung geordnet. Auf Deutsch wurde 2023 zuerst der Band 5 veröffentlicht. Ab 2024 folgte die Übersetzung der Bände 1, 2 und 3.
1. The Puppet Show (2018)
  - Der Zögling. Übersetzt von Sabine Schilasky und Marie-Luise Bezzenberger, Droemer, München 2024, ISBN 978-3-426-65997-7. Ursprünglich als Flammen der Vergeltung 2018 bei Weltbild veröffentlicht.
2. Black Summer (2019)
  - Der Gourmet. Übersetzt von Marie-Luise Bezzenberger, Droemer, München 2025, ISBN 978-3-426-28454-4.
3. The Curator (2020)
  - Der Kurator. Übersetzt von Sabine Schilasky. Droemer, München November 2025, ISBN 978-3-426-28457-5.

(-) Kurzgeschichte: Cut Short (2020)
1. Dead Ground (2021)

(-) Kurzgeschichte: The Cutting Season (2022)
1. The Botanist (2022)
2. The Mercy Chair (2024)
  - bislang nicht übersetzt
3. The Final Vow (2025)
  - bislang nicht übersetzt

### Reihe Ben Koenig
1. Fearless (2023)
2. Nobody’s Hero (2024)